# Temat (muzyka)
Temat – w muzyce jakakolwiek w pełni rozwinięta linia melodyczna, posiadająca wyraźny początek i zakończenie.

## Znaczenie tematu w fudze i w wariacjach
Temat – w fudze – pojawia się na początku utworu jednogłosowo. W wybranym głosie musi być łatwo uchwytny w splotach wielu głosów, więc najlepiej, jeśli posiada jakiś charakterystyczny rytm lub zwrot melodyczny. Jest imitacyjnie przeprowadzany przez głosy.
Temat – w wariacjach – powinien być prosty i przejrzysty, niezbyt długi. Może być pomysłem własnym kompozytora lub zapożyczonym na przykład z muzyki ludowej czy operowej.

## Przeobrażenia tematu
Środki służące przeobrażeniom tematu:
- zmiana tonacji
- zmiana trybu (np. z durowego na molowy)
- zmiana tempa
- zmiana rytmu (np. rozdrobnienie rytmiczne)
- zmiana metrum
- zmiana faktury (np. z homofonicznej na polifoniczną)
- zmiana akompaniamentów (np. z akordów na figurację)
- zmiana dynamiki
- zmiana rejestru – melodia z prawej ręki przechodzi do głosu basowego.